# Бялата къща през нощта
Бялата къща през нощта (на френски: La Maison blanche, la nuit) е картина на нидерландския художник Винсент ван Гог, нарисувана в градчето Овер-сюр-Оаз само няколко седмици преди смъртта на ван Гог. Намира се в Ермитажа в Петербург, Русия.

## История
Картина се е смятала за загубена и е показана за първи път през 1995 г. на изложба c произведения от Трофейното изкуство на Съветския съюз, добити в края на след Втората световна война. Била е известна черно-бяла снимка от нея и се разбира, че тя е упомената в писмо на ван Гог от 17 юни 1890.
През 2000 г. американски астрономи идентифицират точно изобразената къща и изчисляват, че на 16 юни 1890 г. към 20ч. местно време в небето е била видима Вечерницата. Това дава основание да се счита, че картината е била нарисувана в последните часове на този ден и художникът навярно я е завършвал когато е ярката звезда е изгрявала. .